# December Boys
Pour plus de détails, voir Fiche technique et Distribution.
December Boys — ou Les Enfants de décembre au Québec et au Nouveau-Brunswick — est un film australien réalisé par Rod Hardy et sorti en 2007.

## Synopsis
Le film décrit la compétition entre quatre orphelins pour obtenir l'affection d'un couple sans enfant cherchant à adopter.
L'histoire se déroule en Australie, vers la fin des années 1960, dans un orphelinat catholique dans lequel sont hébergés Maps, Misty, Sparks et Spit — quatre orphelins, surnommés « les enfants de décembre », car tous nés en décembre. 
Or un bienfaiteur venant de décéder en léguant une somme à l'orphelinat, les religieuses décident d'utiliser l'héritage pour offrir des vacances à leurs pensionnaires. Et, puisque c'est l'anniversaire des « garçons de décembre », ce sont eux qui sont choisis pour partir en vacances. Ils se rendent donc sur la côte du Sud de l'Australie, eux qui vivent dans le Nord de ce pays. 
Là, ils séjournent chez un vieux marin et sa femme, de très gentilles personnes. Ils rencontrent également un couple de voisins, Teresa et Fearless, qui désirent un enfant, mais qui ne peuvent en avoir. Misty surprend une conversation entre Fearless et un ami, au cours de laquelle le premier dit au second qu'il songe à adopter un des quatre orphelins actuellement en vacances. Débute alors une lutte acharnée entre les garçons pour déterminer celui d'entre eux qui sera choisi par le couple pour être adopté.

## Fiche technique
- Titre : December Boys
- Réalisation : Rod Hardy
- Scénario : Ronald Kinnoch et Marc Rosenberg d'après le roman de Michael Noonan
- Musique : Carlo Giacco
- Photographie : David Connell
- Montage : Dany Cooper
- Production : Richard Becker
- Société de production : Becker Entertainment, Best FX, MB 2 Film & Media et Village Roadshow Pictures
- Société de distribution : Warner Independent Pictures (États-Unis)
- Pays de production :  Australie,  Allemagne et  États-Unis
- Genre : Drame
- Durée : 105 minutes
- Dates de sortie : 
  - Australie : 9 septembre 2007 (Melbourne)
  - France : 25 décembre 2017 (Internet)

## Distribution
- Daniel Radcliffe (VQ : Émile Mailhiot) : Maps
- Teresa Palmer (VQ : Julie Beauchemin) : Lucy
- Christian Byers (VQ : Léo Caron) : Spark
- Lee Cormie (VQ : Alexandre Bacon) : Misty
- James Fraser (VQ : Aliocha Schneider) : Spit
- Jack Thompson (VQ : Vincent Davy) : Bandy McAnsh
- Kris McQuade (VQ : Claudine Chatel) : M.s. 'Skipper' McAnsh
- Suzie Wilks : Teresa
- Victoria Hill (VQ : Geneviève Désilets) : Teresa
- Sullivan Stapleton (VF : Jean-François Cros ; VQ : Louis-Philippe Dandenault) : Fearless
- Ralph Cotterill : Shellback, le pêcheur
- Frank Gallacher (VQ : Marc Bellier) : Père Scully